# 夢乃美咲
夢乃 美咲（ゆめの みさき、1997年7月21日生）は、日本の歌手。元AV女優。元クローネ所属。

## 略歴
2018年1月にAVデビュー。
同年8月19日、AV女優によるアイドルグループ・マシュマロ3d+の研究生「マシュマロ3d+ teamメレンゲ」のメンバーとなる。
同年10月より全ての活動を一時休止。
2019年2月より一部活動を再開。5月26日のライブより「マシュマロ3d+ teamメレンゲ」にステージ復帰。
2020年6月19日、講談社主催・ミスiDに「ゆめのん卍(夢乃 美咲)」名義でエントリー。カメラテスト進出。
同年11月27日、クラブチッタ川崎で行われた「LADY MADONNA-拡大版-I saw her standing there～その時ハートは盗まれた～」ではソロ歌手としてライブステージを行った。
2021年3月23日、同年4月末日をもって所属事務所クローネを退所・AV女優としての活動を終了することを告知。マシュマロ3d+ teamメレンゲは脱退。個人での活動は芸名を変え、継続する。
2021年7月8日、東京・青山RizMで開催されたライブイベントに「悪夢」として参加。11月25日、クラブチッタのライブにも同名で参加。

## 人物
華奢で貧乳のロリ系AV女優。ミスiD応募時に「自分以上に胸のない同性を見たことない」と告白している。性格は喧嘩することのない「中立」と答えている。
趣味はアニメ鑑賞、特技はクラシックバレエ。

## 出演作品

### アダルトDVD
- キセキの逸材。 女の子が大好きな敏感微乳の美少女がビビアンでAVデビュー!（1月25日、ビビアン）共演:蓮実クレア、宮沢ゆかり
- キセキの逸材。 AVデビュー 透明感抜群、感度良好。微乳でパイパン。そしてむっつりスケベのオナニスト（2月1日、無垢）
- AAA-CUP(トリプルエーカップ) 弱小陸上部スパルタ合宿 貧乳ぺったんこ姦姦☆中出し乱交（3月10日、FIRST STAR）※「さきちゃん」名義　共演:みーちゃん、なーちゃん
- 嫁はんの連れ子はドストライクっ!!（3月25日、FIRST STAR）※「みさき」名義
- バトルフレッシュファイター FILES.19（3月30日、バトル）
- ネクストジェネレーションズファイト vol.3（3月30日、バトル）共演:江口ゆな
- 素人娘は射精(だ)しても射精(だ)しても止めてあげない! 知人男性のチ○ポを素手・お口で連続ザーメン発射! 3 恋人以外の男女限定12名  恥ずかしいけどもっと射精(だ)して! Hな手コキ・フェラで2人同時責め大増量SP（4月12日、SODクリエイト）共演:杏璃さや　他出演:優木カリナ、佐野あい、西宮このみ、神宮寺ナオ、石川祐奈、安達ひかり、咲坂花恋、保坂えり、あおいれな、紗藤まゆ
- 顔出し解禁!! マジックミラー便 関東有数のお嬢様大学に通う高学歴女子大生 人生初のセルフイラマチオ編 ギンギンに勃起したデカチンを喉奥まで咥え込んだ女子大生はインテリオマ○コにも巨根を挿れたくなってしまうのか!? vol.03（4月19日、DEEP'S）他出演:椎葉みくる、中瀬のぞみ、沖田里緒 ほか
- マジックミラー号 初めての膣内洗浄! 女子○生にマ○コを洗うと感度が上がる!? 過激な保健体育の特別講義でマ○コから大噴射! 10人中10本番!（4月26日、SODクリエイト）他出演:西宮このみ、雛菊つばさ、杏璃さや、神宮寺ナオ、優木カリナ、ひなた澪、白井ゆずか、佐野あい、玉木くるみ
- えっちな女子○生の淫語かたりかけぐちゅぐちゅ連続絶頂スク水オナニー（4月26日、アイエナジー）他出演:栄川乃亜、ななせ麻衣、生田みく、咲坂花恋、黒瀬萌衣、星奈あい ほか
- 白タクシーおやじのベビーフェイス狩り（5月10日、ホットエンターテイメント）他出演:新川優里、鈴屋いちご、さくらはる ほか
- 素人女子○生が水着に着替えて参加! ヌルヌル泡泡ソープ体験（5月10日、アイエナジー）他出演:栄川乃亜、宮沢ゆかり、生田みく、君色花音
- 女性専用シェアハウスは男子禁制だから、住人全員無警戒で乳首透けまくり! 義理の妹が住むシェアハウスに泊めてもらったら、他の入居者に見つかってピンチ!なんだかボクに興味津々の女性たち。女性だらけでしかも無警戒ノーブラ状態だから乳首が透けまくってボクは我慢できず勃起…。なんとか勃起を抑えようとするも右を見ても左を見ても透け乳首で、勃起が治まるどころかギンギンに!すぐに見つかりみんなの前で脱がされて、外では発散できないエロ本性丸出しの性欲解消おチ○ポペットとして、呼びだされてはセックスを求められまくり!当然、ボクも乳首をネチネチこねくり回してやりました!（5月19日、Hunter）共演:咲坂花恋、七瀬あいり、栄川乃亜、七菜原ココ、宮沢ゆかり ほか
- まないた貧乳Aカップ 声優専門学校に通うアニメ声の女の子 みさちゃん18歳 ハレンチ1泊AV出演（6月1日、ONEZ）※「みさ」名義
- ちょっとそこのお嬢さん! 目隠し素股して高額賞金ゲットしてみませんか?（6月19日、ATOM）他出演:紗藤まゆ、碧しの、明海こう、朝長ゆき
- 代々木で見つけたミニマムで無垢なお嬢さんに18cmメガチ○ポを素股してもらったらこんなヤラしい事になりました。 2（6月21日、アイエナジー）他出演:君嶋真由、一ノ瀬恋、宮沢ゆかり ほか
- 合宿中の女子新体操部の息抜きはボクのチ○ポだけ!! 無職のボクは、毎年夏になると親戚が経営する合宿所を手伝わされる。また汗臭い男の世話か〜と憂鬱になっていると、やって来たのは女子新体操部!今までになかった光景にムラムラ…していたのはボクだけじゃなかった!ハードな練習&禁欲集団生活で女子部員たちは超欲求不満だった!?こんなボクでも必要以上に求められ、練習後は運動部特有の底無しな性欲で何度もエッチをおねだりしてくるんです!!新体操部だから皆、体が柔らかいので色々楽しみました。（7月7日、Hunter）共演:香苗レノン、水嶋アリス、枢木あおい、結菜はるか、富田優衣
- 宅飲みで男友達が連れて来た彼女が可愛かったから悔し過ぎて『王様ゲーム』を提案! 男友達とその彼女を気まずくさせてやる!!お酒の量と命令をどんどんエスカレートさせると…男友達は爆睡し彼女はドエロモードに!そんな状況に思わずソソラれていると彼女の方から誘ってきた!?だから遠慮なくチ○ポをぶち込んでやりました!!（7月12日、SOSORU×GARCON）他出演:明海こう、朝長ゆき
- 性欲絶倫の体育会系女子だらけのシェアハウスに男はボク1人! ボクが入居したシェアハウスはヤリマン運動女子だらけのシェアハウスだった!貧弱なボクが体を鍛えようと新しく入居したのは、ジム施設のあるシェアハウスだったのですが、そこには肉体美を備えた女性だらけで男はボク1人だったのです!しかも唯一の男のボクをいやらしい目で見てくる超ヤリマン女子たちだらけで、さらに誘われるままアスリートの性欲でエッチを求められたのですが、性欲絶倫の彼女たちにも負けないボクも絶倫で何度も中出しセックス!（7月19日、Hunter）共演:月本愛、浅田結梨、鈴屋いちご、阿部乃みく、武藤つぐみ、桜木優希音、速海りん、竹内真琴、結菜はるか、沖田里緒
- 舐められてガチガチに勃起する過敏乳首（7月19日、ゑびすさん）共演:八ッ橋さい子　他出演:徳永れい、桃井桃、篠崎みお、苑田あゆり、宮崎あや、杏璃さや、優保なのか、熊野あゆ
- 池袋東口でナンパした女子大生のムッチリ美脚にドロッドロのザーメンぶっかけたった!（7月25日、シャーク）他出演:2名
- ウェット&メッシー(WAM)銃 AV女優サバイバルゲーム 強力水鉄砲でカラーペンキをスプラッシュ! 自分の色に相手を塗って汚し合う体の陣取り合戦!!（8月9日、ROCKET）共演:ひなみれん、小峰みこ、北乃みれい
- 制服待ち合わせデリヘル 素股中にヌルっと挿入 そのまま生中出し Vol.002（8月10日、BAZOOKA）※「みさき」名義　他出演:あかり、華奈、かな
- 私もう、人生なんてどうなったってイイんです。（8月12日、MERCURY）※「近藤」名義
- 女体臭嗅ぎ舐め匂いフェチレズ（8月19日、ゑびすさん）共演:八ッ橋さい子　他出演:宮崎あや、杏璃さや、優保なのか、熊野あゆ、藤にいな、玉木くるみ
- 超絶敏感な淫語バーチャル乳首オナニー（8月19日、ゑびすさん）他出演:宮沢ゆかり、桃井桃、優保なのか、玉木くるみ、満月ひかり、杠えな、八ッ橋さい子
- 性欲を抑えきれない親友の彼女は僕の目の前で彼氏を誘惑。 釣られ勃起した僕のペ○スを見られてしまい、爆睡中の彼氏の横で、バレないようにNTRセックス（8月19日、ぐるーんあっぷる）他出演:君色華奈、星川凛々花、玉木くるみ
- 生まれて初めて風俗に行きドキドキして待っていると現れたのは同じマンションに住むソソる女の子!? 「恥ずかしいから目隠しして」と目隠しされて「ものすごく気持ちよくしてあげるから秘密のしてね」とスペシャル騎乗位!生中出しまでさせていただきました!秘密にします!ありがとう!!（8月23日、SOSORU×GARCON）他出演:水嶋アリス、結菜はるか
- 一般男女モニタリングAV マジックミラーの向こうには大好きな彼氏! 素人女子●生とチ●ポが大きすぎて困っている日本在住の黒人男性が1発10万円の人生初のガン突き連続射精SEXに挑戦! 4 未○達なキツキツオマ○コに外国サイズの黒デカチ○ポをねじ込まれ衝撃ピストンが子宮に直撃!! 彼氏の目の前で何度も中出しSEX!! 合計14発（9月7日、DEEP'S）他出演:朝長ゆき、胡桃たえ ほか
- 初めてイッた妹がボクの目の前でV字開脚イキ!! ボクには何でも話せる仲の良い妹がいるのですが、珍しく妹が恥ずかしがりながら相談を持ちかけて来た!それはイクのを見ていて欲しいというお願い!?戸惑うボクの前で股間をいじり始めた妹!今まで怖くてオナニーでイクのを何度もためらっていた妹は、ずっと寸止め状態で溜まりに溜まった性欲が解放されV字開脚で爆イキ!!すると、スッキリするどころかチ○ポを欲しがりだしてさらにV字開脚でイキまくる!（9月7日、Hunter）他出演:鈴屋いちご、玉木くるみ、倉持ひろな、永井みひな
- 睨まれ強制フェラ（9月7日、OFFICE K'S）他出演:椎菜アリス、蓮実クレア、涼海みさ、あおいれな、七瀬こころ
- 突然ディープスロート!!いきなりチ●ポを喉奥まで突っ込まれちゃった素人娘たち!! 4（9月7日、OFFICE K'S）他出演:あおいれな、涼海みさ、蓮実クレア、白雪るあ、琥珀さち、前園ゆり
- Aカップパイパン専門オイルエステサロン 胸のサイズに悩む女子へホルモン活性ワレメマッサージ（9月13日、MOODYZ）※「みさき」名義　共演:みか
- 女監督トラ子の 女の子同士だから女子会ノリでぶっちゃけドスケベ体験♡ 極細ヒモパンで素股してみませんか? 勃起チ●ポが擦れて気持ち良くなってる素人娘にどさくさ紛れでズッポシ挿入!?（9月19日、ATOM）他出演:君色華奈、星川凛々花、玉木くるみ、音羽みなみ
- ロングブーツ蒸れ蒸れパンスト匂い嗅ぎ脚舐めレズ（9月19日、ゑびすさん）共演:八ッ橋さい子　他出演:羽生ありさ、阿部乃みく、藤にいな、玉木くるみ、日高結愛、香山亜衣
- 鏡の中の愛おしい自分とラブリーレズキッス（9月21日、OFFICE K'S）他出演:白井ゆずか、七瀬こころ、椎菜アリス、涼海みさ、前園ゆり
- 絶対にパンツを脱がさないチ●ポ責め （9月21日、OFFICE K'S）他出演:あおいれな、桐山結羽、涼海みさ、椎菜アリス
- 公衆トイレで羞恥オナニーさせられる素人娘（9月21日、OFFICE K'S）他出演:白井ゆずか、七瀬こころ、椎菜アリス、涼海みさ、前園ゆり、蓮実クレア、あおいれな
- 乳首いじりが日常生活に溶け込んだ世界でいじられていることには気付かないまま乳首を固く勃起させ乳首イキすらしてしまう恥ずかしい 女子〇生の日常的敏感乳首生活（9月21日、OFFICE K'S）他出演:あおいれな、白井ゆずか、七瀬こころ、椎菜アリス
- 「中には出さないで」 父に犯され続けた娘の近親相姦映像記録（9月28日、I.B.WORKS）他出演:桃尻かのん、瀬名きらり
- 街角OLナンパ! 「チ○ポ洗い」の簡単アルバイトで発情しちゃったOLたち（9月28日、S級素人）他出演:あおいれな、蓮実クレア、七瀬こころ、涼海みさ、椎菜アリス
- •SOD女子社員立ち飲み酒場オープン記念! 社内抜き打ち健康診断 普段立ち飲み屋で働く女子社員の身体の隅々まで業務中に抜き打ちCHECK! 恥度120%の8SEX収録!!（10月11日、SODクリエイト）共演:望月りさ、天希ユリナ、葉山りん、葉山もえ、星咲伶美、佐々倉まみ、優月まりな
- 職場の仲良しグループを一網打尽! 家に連れて来ちゃった美少女たちをイタズラ三昧（10月11日、アイエナジー）共演:七栄ここ、生田みく、青羽ゆう、君色華奈
- 就職活動女子大生生中出し面接Vol.003（10月12日、S級素人）他出演:星あめり、水卜麻衣奈、葉山りん
- 舐められ弄られてゴリゴリに勃起する過敏乳首（11月1日、ゑびすさん）共演:優保なのか　他出演:藤にいな、玉木くるみ、満月ひかり、杠えな、白鳥すず、明音ひかる、日高結愛、香山亜衣、瀬戸すみれ、北乃みれい
- ティーンエイジ10代素人ナンパ #01（11月7日、桃太郎映像出版）他出演:新垣智江、中原愛子 ほか
- 寝起き限定! バック挿入OK妹! 朝が弱い妹を起こすのは、いつもボク。最初は渋々だったけど、ある日を境に嫌じゃなくなりました。それは妹の寝相が悪くお尻丸出しで寝ているので、おもしろ半分でイタズラしていたら、どんどんエスカレートしていき、寝バックでチ◯ポを挿れちゃいました!そしたら妹もまんざらでもなくしまいには連続しゃちほこイキするほど感じまくり!今では、妹とヤるのが毎朝の日課になりました!（11月7日、Hunter）他出演:永井みひな、鈴屋いちご ほか
- 予備校に通う地味でマジメな女子○生をレ○プしながら全身を媚薬漬けにしたら、こっちが引くほど痙攣・潮＆泡吹き・失神しまくった! 7（11月8日、サディスティックヴィレッジ）他出演:宮沢ゆかり、山井すず、一ノ瀬梓
- 一般男女モニタリングAV 仲良し兄妹ドッキリ企画 女子○生の妹と童貞の兄が2人っきりの自宅でバストアップマッサージに挑戦! ふくらみはじめた妹のおっぱいを揉んで兄チ○ポは我慢できずにフル勃起! 「お兄ちゃん…私の子供みたいな胸触って興奮しちゃったの…?」 敏感な乳首にちょっと触れられただけで濡れてしまった妹オマ○コ! いけないと思いつつも2人は禁断の近親相姦中出しSEXで兄妹の一線を越えてしまうのか!?（11月19日、DEEP'S）他出演:星奈あい、山井すず、生田みく
- ダブルバーチャルレズベロキス（12月19日、ゑびすさん/妄想族）他出演：篠崎みお、苑田あゆり、宮崎あや、杏璃さや、優保なのか、熊野あゆ、藤にいな、玉木くるみ、満月ひかり、杠えな、日高結愛、八ッ橋さい子
- 無言痴女 声の出せない状況でこっそり誘惑してくる淫乱女たち（12月21日、OFFICE K’S）他出演：森下美怜、平手茜、愛里るい、一之瀬恋、八尋麻衣
- 臭いチンカスち○ぽの匂いに興奮し鼻コキする変態女（12月21日、OFFICE K’S）他出演：浅井梨杏、平手茜、最上さゆき、明音ひかる

- バーチャルべろチュウ 4（2月1日、ゑびすさん/妄想族）他出演：宮崎あや、八ッ橋さい子、杠えな、月野ゆりあ、香山亜衣、明音ひかる、白鳥すず
- 超絶口臭嗅がせ鼻舐めレズ（2月1日、ゑびすさん/妄想族）他出演：小春、瀬戸すみれ、北乃みれい、宮村ななこ、篠崎みお、明里ともか、天野小雪、浅美結花、羽生ありさ、八ッ橋さい子
- 常識はずれの唾液濃厚べろチュウ（2月19日、ゑびすさん/妄想族）他出演：神納花、桃瀬ゆり、宮崎あや、杏璃さや、優保なのか、熊野あゆ、藤にいな、玉木くるみ、満月ひかり、杠えな、八ッ橋さい子
- 囚われの危機に陥る女 不覚にも股縄で感じてしまったペタパイ娘（7月7日、シネマジック）
- 壮絶痰唾えずき汁ぶっかけ顔面舐め愛レズ Vol.01 ～The World’s Strongest Face Licking Lesbian（8月19日、ゆりえっち/妄想族）共演：小春、衣織／他出演：七海ゆあ、星あめり、篠崎みお、宮村ななこ、天野小雪、明里ともか
- SOD女子社員SP版 SOD酒場グループプレゼンツ!! 人生は波乱万丈だ! ゲーム Hなマスがいっぱい過ぎて‘恥ずかしい’が止まらない! 日頃お世話になっているユーザー様を招待した大感謝祭!（8月22日、SODクリエイト）共演：有栖るる、葉月もえ、新垣智江、月下あいり、御坂りあ、望月りさ、神咲ひなの、優月まりな、明海こう、阿部栞菜、矢野乃々華
- 女口臭唾液匂いフェチ淫語鼻舐め（10月1日、ゑびすさん/妄想族）共演：小春、優保なのか／他出演：熊野あゆ、藤にいな、玉木くるみ、日高結愛、香山亜衣
- 花電車の女（11月7日、アタッカーズ）共演：澤村レイコ
- 匂い嗅ぎマン汁パンティー舐め（12月19日、ゑびすさん/妄想族）他出演：八ッ橋さい子、優保なのか、熊野あゆ、満月ひかり、ゆずりはえな、日高結愛、香山亜衣
- エロい妄想ばかりしていたら出現したボクの影分身をあのコはシゴいてくれた!（12月25日、アロマ企画）他出演：早乙女らぶ、玉木くるみ、音海里奈、百合川さら、一乃瀬るりあ

- パンツ越しの素股&尻コキ 接触部がよく見えるように男子もブリーフ着用! Part.3（1月13日、アロマ企画）他出演：あおいれな、泉りおん、日向うみ、中条カノン、涼城りおな
- JOIを奪い合え! 競う2人のオナニーサポート（1月25日、アロマ企画）他出演：夏原唯、一乃瀬るりあ、福山美佳、日向うみ、植村恵名、玉木くるみ、松坂美紀
- 女子○生 パンチラダンスvs全裸ダンス挑発 2（2月13日、アロマ企画）他出演：岬澪、沖田里緒、葉月もえ
- 馬乗りで唇奪われディープキス強要され続けながらバキュームフェラでち○ぽ吸い尽くされる その3（2月13日、アロマ企画）他出演：桐山結羽、生田みく、嗣永さゆみ、富田優衣、夏原唯、北乃みれい、一ノ瀬恋、宮沢ちはる、水卜麻衣奈
- 唾奴●ドール 痰唾衣服ぶっかけレズ汚辱姦（3月19日、ゆりえっち/妄想族）共演：小春、優保なのか／他出演：加藤ツバキ、小川ひまり、喜多方涼、瀬戸すみれ、佐伯由美香、ひまりみお
- ブリーフ越しのチ○ポにローターを固定して亀頭の振動で乳首オナニーする女の子（6月7日、アロマ企画）他出演：神野ひな、桃尻かのん、河北恵美、天野玲、花宮レイ
- 女子○生の白綿パンチラJOI最後はオマ○コもアナルもくぱぁ（6月19日、アロマ企画）他出演：有咲いちか、河奈亜依、天野玲、桃尻かのん、七瀬かれん
- おもらしでパンティがグチョグチョになっても臆することなく脚をおっぴろげて男を挑発する女性たち（6月25日、アロマ企画）他出演：高美はるか、桃尻かのん、河北恵美、綾野鈴珠、二ノ宮せな
- 父に調教されていた娘たち…ある日、母と姉妹は1本のチ●コを求める（7月10日、ケイ・エム・プロデュース/ヒメゴト）共演：桐谷なお、加藤あやの
- アイドルの世界は忖度まみれ 嬉し恥ずかし地下アイドル撮影会（7月13日、アロマ企画）他出演：篠宮ゆり、綾野鈴珠、藤井林檎、浅倉真凛、七瀬かれん
- 5本指パンストローション足コキ（7月19日、ゑびすさん/妄想族）他出演：鈴屋いちご、一条みお、新村あかり、早川瑞希、御坂りあ
- 女の子同士で乳首を吸ったり舐めたり引張ったり摘んだり勃起させるレズ（8月1日、ゑびすさん/妄想族）他出演：夏日風、冬愛ことね、水嶋アリス、初島うい、佐伯由美香、宮沢ちはる、七瀬かれん、鈴屋いちご、月下あいり
- エロいポーズで顔とチ○ポを交互に見ながらオナニー指示（8月7日、アロマ企画）他出演：綾野鈴珠、彩葉みおり、二ノ宮せな、千葉ゆうか、涼宮ましろ
- チ●ポをしゃぶりたくてしょうがない妻。家ではどこでも構わずしゃぶってくる。（8月14日、ケイ・エム・プロデュース/ヒメゴト）他出演：あおいれな、岬あずさ、藤森里穂、有村のぞみ、夏原唯
- 働く女性の蒸れたパンスト足匂い嗅ぎ舐めレズ（8月19日、ゑびすさん/妄想族）共演：水嶋アリス／他出演：佐野あい、辻芽愛里、七瀬かれん、鈴屋いちご、月下あいり、宮沢ちはる
- 「やばい! 妹に中出し!?」 全く気にせず露わな姿で家中をウロつく妹のピッチピチなカラダを見ているとつい興奮してしまい… 4（8月21日、DOC PREMIUM）※「みさき」名義／他出演：ひかり、せな、あやめ
- 愛すべき妹から受けた痙攣するほど気持ちイイ濃厚ご奉仕とセックス（8月25日、オーロラプロジェクト）
- 主観挑発レズキス（9月1日、ゑびすさん/妄想族）共演：水嶋アリス／他出演：御坂りあ、喜多方涼、西野たえ、三吉菜々、鈴屋いちご、冬愛ことね、夏日風、黒崎さく、七瀬かれん
- 彼女と勘違いして彼女の妹に即ズボ!? イった後に気づき僕が必死に謝るも、発情した妹は自ら腰を振って何度もイキまくり!!  5（9月4日、DOC PREMIUM）※「みさき」名義／他出演：みつは、ゆか、ゆき
- 可愛い洋服だから脱ぎません 着衣のままパンティずらしてチ○ポを挿入! 童貞を殺すガーリー編（9月7日、アロマ企画）他出演：冬愛ことね、河奈亜依、水沢つぐみ
- 夢乃美咲の完全主観オナニーサポート すぐに濡れちゃうエッチなおま○こ!!（9月19日、アロマ企画）
- 久しぶりに会った姪っ子は痴女っ子!? 周りにいる家族にバレないように突然の小悪魔ベロチュー! さらに抱っこSEXまで迫られ我慢できず何度も膣射!!!（10月2日、DOC PREMIUM）他出演：桃尻かのん、木下ひまり、吉良りん

### アダルトVR
- THE WALL（2018年12月20日、CASANOVA）他出演：春原未来、麻里梨夏、あおいれな、阿部乃みく、宮崎あや、笹倉杏、篠田ゆう、桐原みお、天希ユリナ、浅美結花、月下あいり、二葉あかり、星咲きい ※「VR-1グランプリ 2018」エントリー作品。

### イメージDVD
- 清純ポルノ（2018年4月27日、スパイスビジュアル）※「桜美里」名義

## 出演

### テレビ
- ケンコバのバコバコテレビ（2018年7月13日、サンテレビ）
- 美女が“用を足す小”音色をみんなで鑑賞する会Vol.1（2019年9月19日、パラダイステレビ）[13]
- 今夜はあなたと酔いたいの セクシー美女たちと大飲酒オフ会 → おいでよ！クローネナイト（2018年3月16日 ‐ 2021年4月17日、レフカダ新宿） ‐ MC[14]